# ولایت تانبا

نقشه ژاپن در سال ۱۸۶۸ میلادی. این ولایت با رنگ تیره مشخص شده‌است.

ولایت تانبا (به ژاپنی: 丹波国 Tanba no kuni) یکی از ولایت‌ها در تقسیم‌بندی کشوری قدیم ژاپن بود. این ولایت امروزه با قسمت مرکزی استان کیوتو، شمال شرقی استان هیوگو و قسمت شمالی استان اوساکا منطبق است.